# Merijn Scholten
Merijn Scholten (Assen, 13 december 1983) is een Nederlandse stand-upcomedian, tekstschrijver en cabaretier.

## Biografie
Van 2001 tot 2008 studeerde Scholten kunstmatige intelligentie, bedrijfskunde en radio- en televisiejournalistiek aan de Rijksuniversiteit Groningen.

### Carrière
Hij won in 2007 de veertiende editie van het Amsterdams Studenten Cabaret Festival en het Knock Out Comedy kampioenschap. Sinds begin 2008 is hij een van de leden van comedygezelschap Comedytrain. Ook schreef Scholten van 2009 tot 2019 teksten voor de satirische televisieshow Dit was het nieuws en hij werkt tussen 2015 en 2020 mee aan het cabaretgedeelte van het VARA-radioprogramma Spijkers met koppen.
Met Thomas Gast vormde hij van 2012 tot 2019 het cabaretduo De Partizanen. Vanaf 2020 geniet hij bekendheid met 1 minuut durende sketches op Instagram. Bovendien is hij sinds 2021 schrijver voor Het Klokhuis. Eind 2022 bracht hij zijn eerste solovoorstelling Team Solo uit. Daarmee staat hij in 2024 voor het eerst ook in het Koninklijk Theater Carré in Amsterdam.